# Tétanie d'herbage

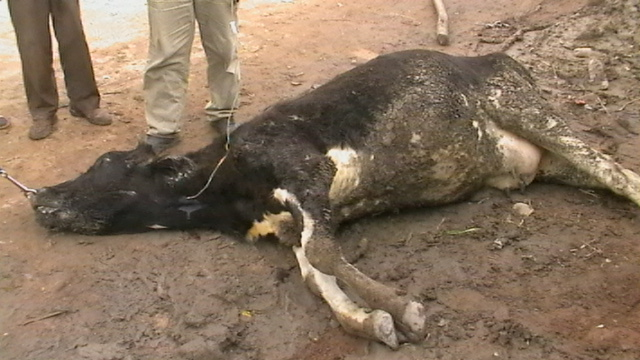
Vache victime d'une tétanie d'herbage.

La tétanie d'herbage, aussi nommée tournis d'herbage ou tétanie hypomagnésienne, est une maladie métabolique pouvant toucher les animaux au pâturage et notamment les ruminants, en particulier les femelles laitières. Elle se déclare lors de la mise au pâturage, et après l'ingestion de grandes quantités de jeunes pousses d'herbes. Elle est consécutive à des déséquilibres ioniques dans le sérum sanguin. Un des symptômes caractéristiques est un faible niveau du magnésium sanguin (hypomagnésiémie).

## Symptômes
La tétanie d'herbage se caractérise particulièrement par une diminution du taux de magnésium dans le sang. L'animal atteint manifeste généralement la maladie par des symptômes nerveux : une hyperexcitabilité neuromusculaire, des troubles du comportement, des troubles locomoteurs, une raideur de la démarche, une mauvaise coordination des mouvements, des grincements de dents et des crises convulsives. La maladie peut aboutir au coma et souvent à la mort, qui peut survenir au cours d'une crise convulsive.
Les symptômes apparaissent lorsque la concentration plasmatique de magnésium est inférieure à 0,15 mg/l.

## Facteurs de risques
Les facteurs de risques sont nombreux. Ils peuvent avoir pour origine l'animal ou les plantes.
Chez l'animal, les facteurs de risques sont principalement liés à l'âge, à la production lactée ou encore au stress.
En effet, les vaches âgées, fortes productrices ou en début de lactation ont un stock de magnésium faible. Si leur ration est trop faible en Mg, leurs réserves ne pourront donc pas satisfaire leurs besoins. De plus, un changement d'alimentation (mise à l'herbe par exemple), ou un changement de lieu d'habitat (pâturage) occasionnent un stress, les vaches vont donc puiser dans leurs réserves,.
Chez les plantes, les facteurs de risques sont divers et variés.
Lors de la mise à l'herbe, au printemps, l'herbe est jeune puisqu'elle est à son premier ou deuxième cycle, alors, elle est carencée en magnésium, riche en azote non protéique, pauvre en sodium et en cellulose. L'herbe est donc trop digestible, une des conséquences est une absence ou une faible rumination ce qui accélère le transit et limite donc l'absorption, notamment du magnésium. L'excès de potasse sur les prairies diminue également l'absorption.
Le fait de sortir les animaux par temps pluvieux est aussi un facteur de risque. Ainsi, les vaches utilisent le magnésium pour la thermorégulation.
Pour conclure, si l'animal ingère peu de magnésium mais en consomme pour se thermoréguler alors, il y a une carence en magnésium sanguin donc une tétanie d'herbage.

## Espèces de plantes concernées
Parmi les espèces de plantes susceptibles de provoquer le syndrome de la tétanie d'herbage figurent des espèces de Poaceae des genres suivants :
- Agropyron, Avena (Avena sativa), Bromus, Dactylis (Dactylis glomerata), Elymus, Festuca, Hordeum, Lolium (Lolium perenne), Phalaris, Phleum (Phleum pratense), Secale (Secale cereale), Triticum (Triticum aestivum)[3].